# Атлетика на Летњим олимпијским играма 1904 — скок мотком за мушкарце
Скок мотком за мушкарце био је једана од атлетских дисциплина Олимпијских игара 1904. у Сент Луису. Ово је био трећи пут да је ова дисциплина била на програму. Учествовало је седам такмичара из 2 земље. Због малог броја такмичара није било квалификација него су сви учествовали у финалу. Такмичање је одржано 3. септембра 1904. на стадиону Франсис филд.

## Земље учеснице
- Немачко царство (1}
- САД (6)

## Рекорди пре почетка такмичења
| Најбољи резултат на свету | 3,69 (*) | фернан Гонде   | Француска | Париз, Француска | 26. јун 1904.   |
| Олимпијски рекорд         | 3,30     | Вилијан Хојт   | САД       | Атина, Грчка     | 10. април 1896. |
| Олимпијски рекорд         | 3,30     | Ирвинг Бакстер | САД       | Париз, Француска | 15. јул 1900.   |

- незванично

## Освајачи медаља
|                  |                |                              |
| Чарлс Дворак САД | Лирој Самс САД | Луис Вилкинс Немачко царство |

## Резултати
| Место | Такмичар                       | Висина   | Белешка |
| ----- | ------------------------------ | -------- | ------- |
|       | Чарлс Дворак САД               | 3,50     | ОР      |
|       | Лирој Самс САД                 | 3,35     |         |
|       | Луис Вилкинс САД               | 3,35     |         |
| 4     | Ward McLanahan САД             | 3,35     |         |
| 5     | Клод Ален САД                  | 3,35     |         |
| 6     | Walter Dray САД                | непознат |         |
| 7     | Паул Вајнштајн Немачко царство | непознат |         |

|  |  |  |